# 農民講道館農業短期大学
農民講道館農業短期大学（のうみんこうどうかんのうぎょうたんきだいがく）は、埼玉県与野市円阿弥272に本部を置いていた日本の私立大学である。1954年に設置され、1963年に廃止された。

## 概要

### 大学全体
- 埼玉県与野市[注 1]に所在した日本の私立短期大学で、設置主体は学校法人農民講道館。
- 学科数1、入学定員30名体制をもって1954年に開学[注 2]。1963年に廃校となる[注 3]。

### 学風および特色
- 教員から内務官僚となった横尾惣三郎（よこお そうざぶろう）によって、皇道精神を涵養すると共に農業技術者を育成する目的として開校した農民講道館が前身となっている[3]。農民講道館は授業や講義をほとんど行わずもっぱら実際に農作業に従事することで農業技術を習得するという独特の方式を採用し、休日も毎月1日と15日だけしかない実際の農家の生活に準じたものになっていた。その一方で修身の授業も必須であるなど、農業技術の育成と共に農民として当然修めるべき徳目を学ぶことも目的となっていた[注 4]。
- 短期大学に改組後は、1学年定員30名程度の小規模短大となっていた。当時、唯一男子を対象とした短期大学であった[注 5]。

## 沿革
- 1933年
  - 12月22日 横尾惣三郎、財団法人農民講道館を開設[6]。
- 1945年
  - 旧制専門学校の埼玉農業専門学校が開校。
- 1951年
  - 3月6日 学校法人が成立する[7]。
- 1954年
  - 3月20日 左記を以て文部省[注 6]より短期大学の設置が認可される[8]。
  - 4月1日 農民講道館農業短期大学が以下の学科体制にて開学する。
    - 農科 入学定員30名
- 1963年
  - 3月30日 左記を以て正式に廃校[注 7]。

## 基礎データ

### 当時の所在地
- 埼玉県与野市円阿弥272[注釈 1]

## 教育および研究

### 組織

#### 学科
- 農科 入学定員30名

#### 専攻科
- なし

#### 別科
- なし

### 附属機関
- 附属図書館 所蔵資料数約6,500冊[4]

### 研究
- 馬鈴薯男爵ハリガネムシ防除試験が1955年頃に当短期大学にて行われる[10]。

#### 取得資格について
- 教職課程として中学校教諭二級免許状（職業）と高等学校教諭免許状（農業）が設置されていた[注 8]。

#### 年度別学生数
| -               | 入学定員 | 総定員 | 学生数 | 出典      |
| --------------- | -------- | ------ | ------ | --------- |
| 1954年          | 30       | 30     | 24     | [ 14 ]    |
| 1955年 - 1957年 | 30       | 60     | ？     | [ 注 11 ] |
| 1958年          | 30       | 60     | 24     | [ 15 ]    |
| 1959年          | 30       | 60     | 20     | [ 16 ]    |
| 1960年          | 30       | 60     | 17     | [ 17 ]    |
| 1961年          | 30       | 60     | 18     | [ 18 ]    |
| 1962年          | 30       | 30     | 9      | [ 19 ]    |

## 大学関係者と組織

### 大学関係者一覧
- 横尾惣三郎：初代学長
- 北野康雄：2代目学長
- 伊東廣雄：元本短大教授
- 水野秀夫：元本短大非常勤講師[20]

### 出身者
- 浦野清（前富士見市長）

## 大学関係者と組織

### 系列校
- 農民講道館農業高等学校[4]